# Shpëtim Moçka
Shpëtim Moçka (20 de outubro de 1989,  Albânia) é um futebolista albanês que joga como goleiro atualmente pelo Flamurtari Vlorë da Albânia.

## Títulos
- Kupa e Shqipërisë: 1 (2009)